# D. Ricardo Jorge josé Luis Maria Teixeira de Sousa Emílio
Ricardo Luís Maria Teixeira de Sousa Emílio, 3º Duque de Palmela foi um dos mais influentes nobres do século XIX. Foi um político e militar no tempo da monarquia. D. Ricardo foi uma das figuras mais poderosas do reinado de D. Carlos I, tendo ocupado diversos cargos como: ministro dos negócios estrangeiros e presidente do conselho de ministros. Foi ainda embaixador em Roma e em Londres. Com a morte do pai em 1864, D. Ricardo torna-se Duque de Palmela e herda uma vasta fortuna e um património composto de propriedades e obras artísticas da família. É nesta fase que recebe o nome de "excêntrico ostentador", pois gasta grande parte da fortuna em vestuário (longos mantos de seda bordados a ouro), em banquetes com membros das cortes e de outras famílias nobres, nas peças artísticas de pintores como Paul Cézanne, John Everett Millais... e nos terrenos e propriedades que gostava de comprar. A sua relação com D. Carlos I era evidente, teve muito tempo na chefia conselhia do rei e era visto frequentemente nas herdades reais no Alentejo.
Foi Duque de Palmela (1864), Foi conde de oeiras (1971), Marquês de sesimbra e Viana (1879) e considerado o 1º Barão Emílio
D. Ricardo Jorge Luís Maria de José carvalho Teixeira de Sousa Emílio era polémico na sociedade, os seus gastos não eram apreciados pela população e os seus luxos eram invejados pela corte. Foi, provavelmente, o segundo melhor representante do ducado de Palmela, caracterizado pela sua autoridade e inteligência. Durante os anos em que esteve na chefia do secretariado privado real, o rei teve no seu aus da carreira, a época grandiosa da diplomacia.